# Нортон (округ)
Но́ртон (англ. Norton County; стандартное обозначение NT) — округ в штате Канзас, США. Официально образован 26 февраля 1867 года. По состоянию на 2010 год, численность населения составляла 5 671 человек.

## География
По данным Бюро переписи США, общая площадь округа равняется 2 281,792 км2, из которых 2 274,022 км2 суша, и 8,288 км2, или 0,400 % — это водоёмы.

## Население
По данным переписи населения 2000 года в округе проживает 5 953 жителей в составе 2 266 домашних хозяйств и 1 470 семей. Плотность населения составляет 3,00 человека на км2. На территории округа насчитывается 2 673 жилых строений, при плотности застройки около 1,00-го строения на км2. Расовый состав населения: белые — 93,35 %, афроамериканцы — 4,05 %, коренные американцы (индейцы) — 0,44 %, азиаты — 0,42 %, гавайцы — 0,02 %, представители других рас — 1,02 %, представители двух или более рас — 0,71 %. Испаноязычные составляли 2,37 % населения независимо от расы.
В составе 28,20 % из общего числа домашних хозяйств проживают дети в возрасте до 18 лет, 55,50 % домашних хозяйств представляют собой супружеские пары, проживающие вместе, 7,00 % домашних хозяйств представляют собой одиноких женщин без супруга, 35,10 % домашних хозяйств не имеют отношения к семьям, 32,30 % домашних хозяйств состоят из одного человека, 17,90 % домашних хозяйств состоят из престарелых (65 лет и старше), проживающих в одиночестве. Средний размер домашнего хозяйства составляет 2,28 человека, и средний размер семьи 2,89 человека.
Возрастной состав округа: 22,00 % моложе 18 лет, 7,70 % от 18 до 24, 28,30 % от 25 до 44, 22,30 % от 45 до 64 и 22,30 % от 65 и старше. Средний возраст жителя округа 40 лет. На каждые 100 женщин приходится 122,10 мужчин. На каждые 100 женщин старше 18 лет приходится 122,90 мужчин.
Средний доход на домохозяйство в округе составлял 31 050 USD, на семью — 37 036 USD. Среднестатистический заработок мужчины был 25 983 USD против 20 381 USD для женщины. Доход на душу населения составлял 16 835 USD. Около 6,10 % семей и 10,50 % общего населения находились ниже черты бедности, в том числе — 12,70 % молодежи (тех, кому ещё не исполнилось 18 лет) и 8,20 % тех, кому было уже больше 65 лет.